# Anthony de Jasay
Anthony Egan de Jasay, urodzony jako Antal Jászay w 1925 w Aba, Węgry, zm. 23 stycznia 2019) – węgierski ekonomista i filozof polityczny znany w kręgu liberalnych uczonych ze swoich anty-etatystycznych prac.

## Życiorys
Kształcił się w Székesfehérvárze oraz Budapeszcie, specjalizując się w naukach rolniczych. W latach 1947-48 pracował jako dziennikarz (wolny strzelec). W owym czasie przez swoją działalność dziennikarską został zmuszony do ucieczki z kraju w 1948 roku. Spędziwszy dwa lata w Austrii, postanowił wyemigrować do Australii w 1950 roku i podjąć tam studia zaoczne z ekonomii na University of Western Australia. Po wygraniu stypendium (Hackett Studentship) przeniósł się na Oksford w Anglii w 1955 roku, gdzie został wybrany na pracownika naukowego (research fellow) na Nuffield College. W tym okresie Jasay publikował w Economic Journal, Journal of Political Economy i innych naukowych czasopismach. W końcu opuścił Oksford w 1961 i rok później przeniósł się do Paryża, gdzie został bankierem inwestycyjnym – najpierw na stanowisku dyrektora, a później, założywszy firmę, na swój własny rachunek. Jasay inwestował w kilku europejskich krajach i w USA. W 1979 roku przeszedł na emeryturę osiedlając się w wiosce Paluel u wybrzeży Normandii, gdzie mieszkał do śmierci. Miał żonę (Isabelle née de La Borde-Caumont), trójkę dzieci (Anthony, Gabrielle oraz Sandor) i szóstkę wnucząt (Nicholas, George, Theodora, Adelaide, Olivier oraz Amelie).
Początkowo specjalizował się w ekonomii, a później w kręgu jego zainteresowań stanęła filozofia polityczna. Jego pisma często dotyczą obu tych sfer. Opublikował pięć książek, część z nich została przetłumaczona (w sumie na sześć języków), jak i dziesiątki artykułów głównie po angielsku, ale także po francusku i niemiecku.
Pisał comiesięczne felietony zatytułowane „Thinking Straight” (dawniej „Reflections from Europe”) na łamach The Library of Economics and Liberty.

## Twórczość
- The State (1985)
- Social Contract, Free Ride (1989)
- Choice, Contract, Consent: A Restatement of Liberalism (1991)
- Before Resorting to Politics (1996)
- Against Politics: On Government, Anarchy and Order (1997)
- Justice and its Surroundings (2002)
- Is Limited Government Possible? (Cato Unbound Book) (2008)
- Political Philosophy, Clearly (2010)
- Political Economy, Concisely (2010)
- Liberale Vernunft, Soziale Verwirrung (2010)
- Social Justice and the Indian Rope Trick (2014)
- Economic Sense and Nonsense (2015)